# Onychodontiformes
Die Onychodontiformes (= Onychodontida, = Onychodontidae, = Struniiformes) sind eine wenig erforschte, ausgestorbene Gruppe von Knochenfischen aus der Klasse der Fleischflosser (Sarcopterygii). Sie lebten im Mittleren und Oberen Devon. Möglicherweise handelt es sich bei diesen Tieren nicht um eine systematische Gruppe (Taxon), sondern um eine paraphyletische Gruppe basaler Fleischflosser.
Die Onychodontiformes wurden zunächst von kleinen Formen wie Strunius aus Deutschland, sowie von zu Onychodus gehörenden Schädelfragmenten, Kiefer und Einzelknochen bekannt. Später wurden vollständig erhaltene, bis zu zwei Meter lange Exemplare von Onychodus in der Gogo-Formation in Westaustralien entdeckt.
Kennzeichnend für die Onychodontiformes waren große „Fangzähne“ im Vorderteil des Unterkiefers, sowie ein sehr beweglicher Schädel, der es den Fischen wahrscheinlich ermöglichte sehr große Beute im Ganzen zu verschlingen. Ein teilweise erhaltener Schädel von Onychodus aus der Gogo-Formation enthält in der Kehlregion die Knochen eines kleinen, etwa 30 Zentimeter langen Placodermen, der mit dem Schwanz voran verschluckt wurde.
Der Oberkiefer (Maxilla) der Onychodontiformes ähnelt dem der Strahlenflosser.

## Gattungen
- Psarolepis
- Bukkanodus
- Onychodus
- Strunius

Psarolepis romeri aus dem untersten Devon ist wahrscheinlich die primitive Schwestergruppe aller anderen Onychodontiformes.